# Viisverkkonen
Viisverkkonen är en ö i Finland. Den ligger i sjön Päijänne och i kommunen Kuhmois i landskapet Mellersta Finland, i den södra delen av landet, 150 km norr om huvudstaden Helsingfors. Öns area är 4,8 hektar och dess största längd är 470 meter i nord-sydlig riktning.